# Bosques montanos de coníferas del este de Afganistán
La ecorregión de los bosques montanos de coníferas del este de Afganistán (WWF ID: PA0506) cubre una serie de bosques de coníferas inconexos a lo largo de la frontera entre Afganistán y Pakistán, a elevaciones de entre 2000 y 3400 metros sobre el nivel del mar. La ecorregión sustenta a numerosas especies como el marjor (Capra falconeri), conocida como la cabra de cuernos atornillados, el animal nacional de Pakistán. Los bosques de la ecorregión han sufrido una gran tala para obtener madera.

## Localización

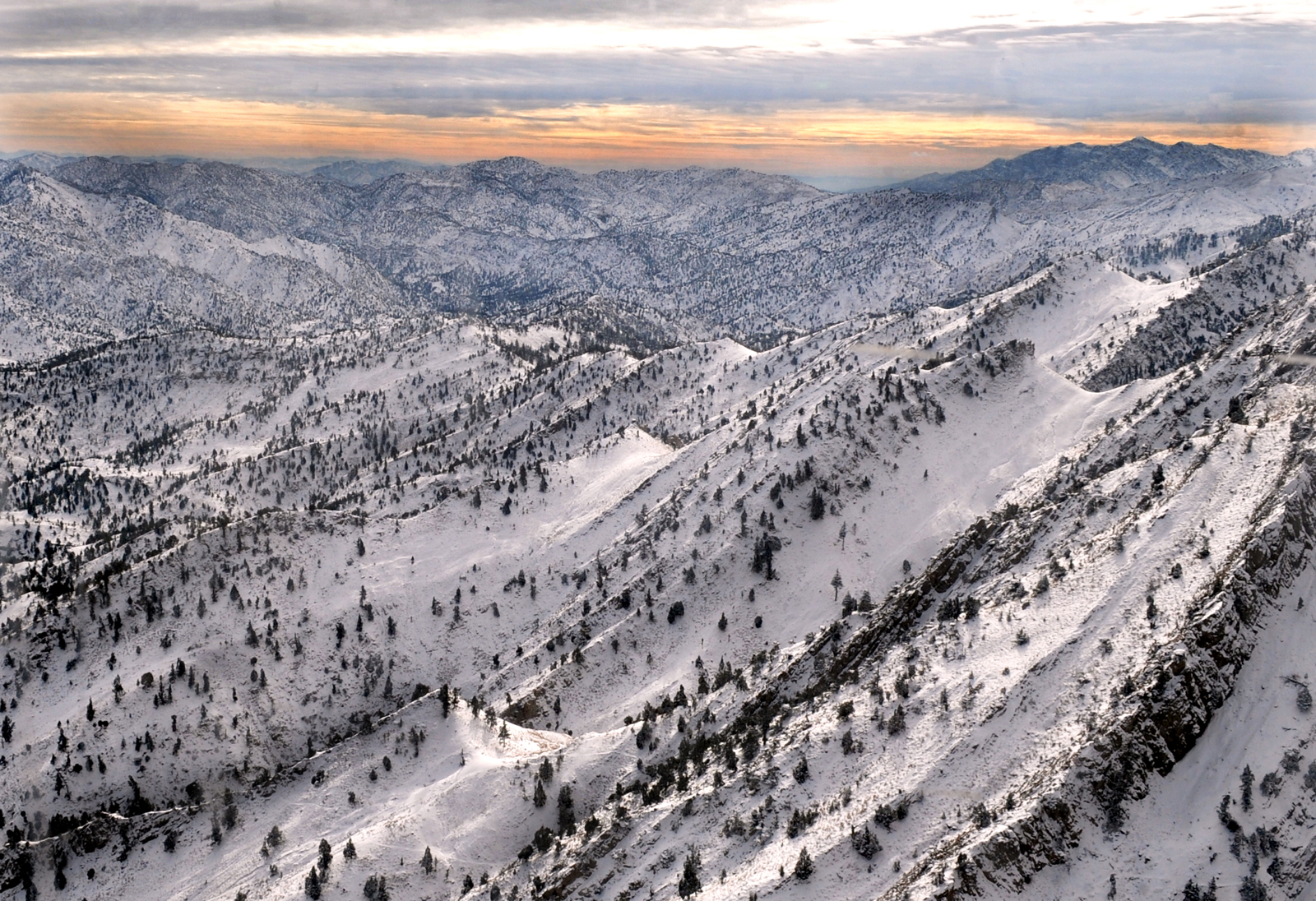
Puesta de sol sobre las montañas de esta región durante el invierno en la provincia de Paktia

El sector más septentrional de la ecorregión es el más pequeño y se encuentra en el borde sur de las montañas del Hindú Kush, en la provincia de Nuristán, a unos 60 km al norte de Yalalabad. Esta subregión limita al norte y al sur con la ecorregión de praderas alpinas del Hindú Kush, y al oeste y al este con los más secos bosques xéricos de Baluchistán.  El sector medio se centra en la provincia de Paktiká, al sur de Kabul y abarca las montañas al este del valle de Gardez. El sector sur de la ecorregion se encuentra en las montañas entre Quetta y Kuchlak en Pakistán.
El suelo en la zona norte es de grava y materia orgánica sobre un sustrato arcilloso. En el sur, el lecho rocoso es de caliza.

## Clima
El clima característico de la ecorregión es un clima continental húmedo, subtipo de verano cálidos y seco (clasificación climática de Köppen Dfb). Este clima se caracteriza por grandes diferencias estacionales de temperatura y un verano cálido (al menos cuatro meses con un promedio de más de 10 °C (50,0 °F), pero ningún mes con un promedio de más de 22 °C (71,6 °F). La precipitación media en la ecorregión es de 200-400 mm/año.

## Flora y fauna
Sólo alrededor del 40 % de la extensión de la ecorregión está cubierta de vegetación, generalmente arbustos, cobertura herbácea y bosque abierto. El tipo de bosque está determinado principalmente por la altitud. Entre los 2100 y 2500 metros de altitud el bosque es más seco, y consiste principalmente en especies como el pino chilgoza (Pinus gerardiana), encina (Quercus baloot), especies de la familia de las hayas (Fagaceae) y cedros (Cedrus). El sotobosque en esta altitud presenta especies como la Indigofera gerardiana (una leguminosa) y Danewort (Sambucus ebulus).
Entre los 2500 y los 3100 metros se recogen las lluvias del monzón y entre las coníferas se encuentran más árboles de hoja caduca. Este bosque puede volverse denso e incluye especies como piceas de Morinda (Picea smithiana),  pino de Bután (Pinus wallichiana), Quercus semecarpifolia y cedro del Himalaya (Cedrus deodara).  Por encima de los 3100 metros el bosque se conpone principalmente de enebro (Juniperus seravschanica).
Los lagos de los sectores del norte albergan una amplia variedad de aves migratorias y reproductoras, incluidas varias especies de rascones (porrones, fochas), gallinulas, zampullines cuellinegros y otros.

## Áreas protegidas
Cerca del 9 % de la ecorregión está oficialmente protegida. Estas áreas protegidas incluyen:
- Parque nacional Hazarganji-Chiltan
- Santuario de vida silvestre de Sasnamana
- Reserva de caza de Zawarkhan
- Reserva de caza de Gogi
- Reserva de caza de Wam
- Parque nacional de Nuristán. Este parque, situado en el sector más septentrional de la ecorregión, fue declarado parque nacional de Afganistán en julio de 2020. En ese momento, aún no se habían anunciado los planes para las instalaciones y el apoyo al turismo.[7]